# پلومیناس (آریزونا)
پلومیناس (به انگلیسی: Palominas) یک منطقهٔ مسکونی در ایالات متحده آمریکا است که در شهرستان کوچیز، آریزونا واقع شده‌است. پلومیناس ۵٫۰۰ کیلومتر مربع مساحت و ۷٬۲۴۷ نفر جمعیت دارد.